# Gran’ Mère du Chimquière

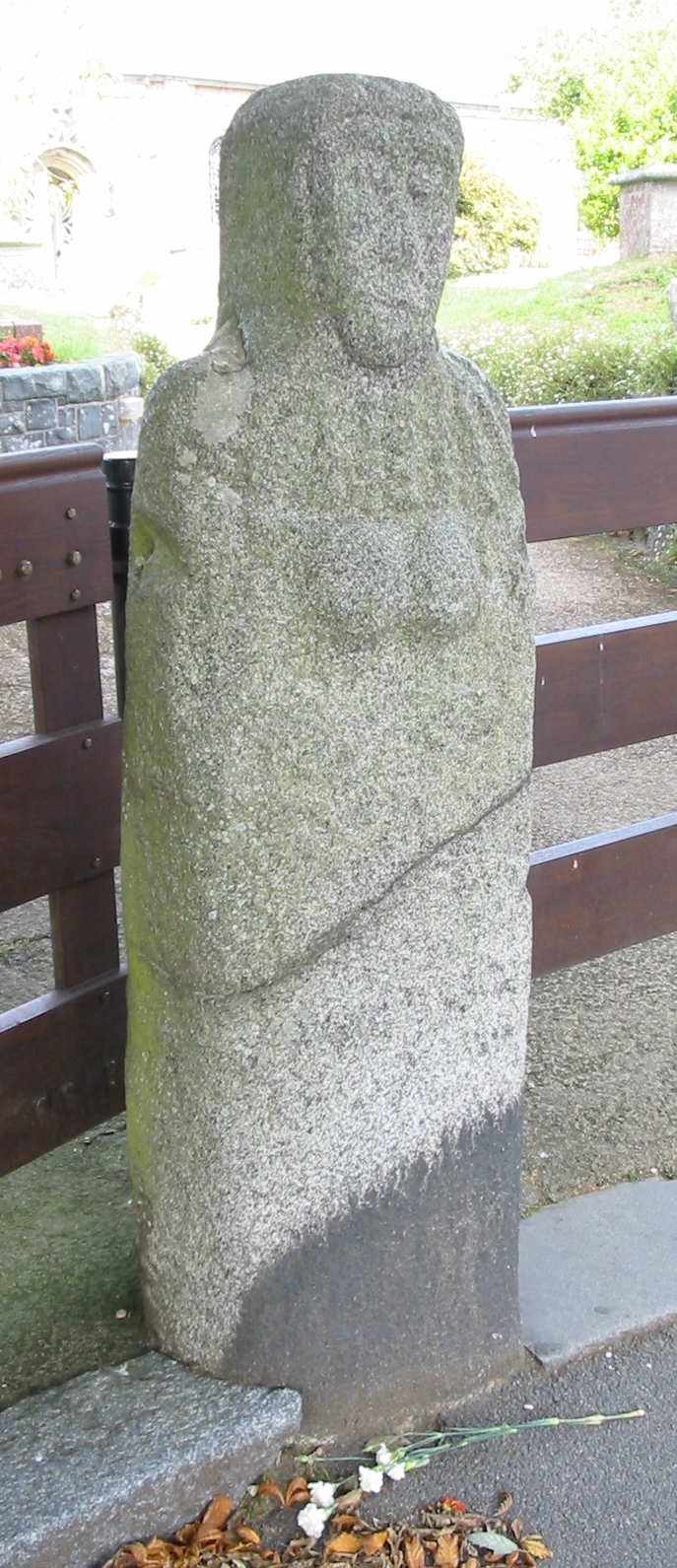
Gran’ Mère du Chimquière

Die Gran’ Mère du Chimquière (deutsch die Großmutter des Friedhofs) steht auf dem Friedhof der mittelalterlichen Kirche von St Martin, etwa 2,5 km südwestlich von Saint Peter Port auf der britischen Kanalinsel Guernsey.
Die Granitstatue ist 1,65 Meter hoch und war ursprünglich wahrscheinlich ein Menhir, der in keltischer oder römischer Zeit in eine weibliche Figur mit Kopf und Schultern umgeformt wurde. Die Schnitzereien sind typisch für eine heidnische Fruchtbarkeitsgöttin, daher der Name La Gran Mere (dt. „die Großmutter“). Der ursprünglich heidnische Statuenmenhir wurde im 6. Jahrhundert von keltischen Missionaren christianisiert.
Frisch vermählte Paare schmücken die Figur immer noch mit Blumen oder legen Münzen auf den Kopf der Statue.

## Ähnliches

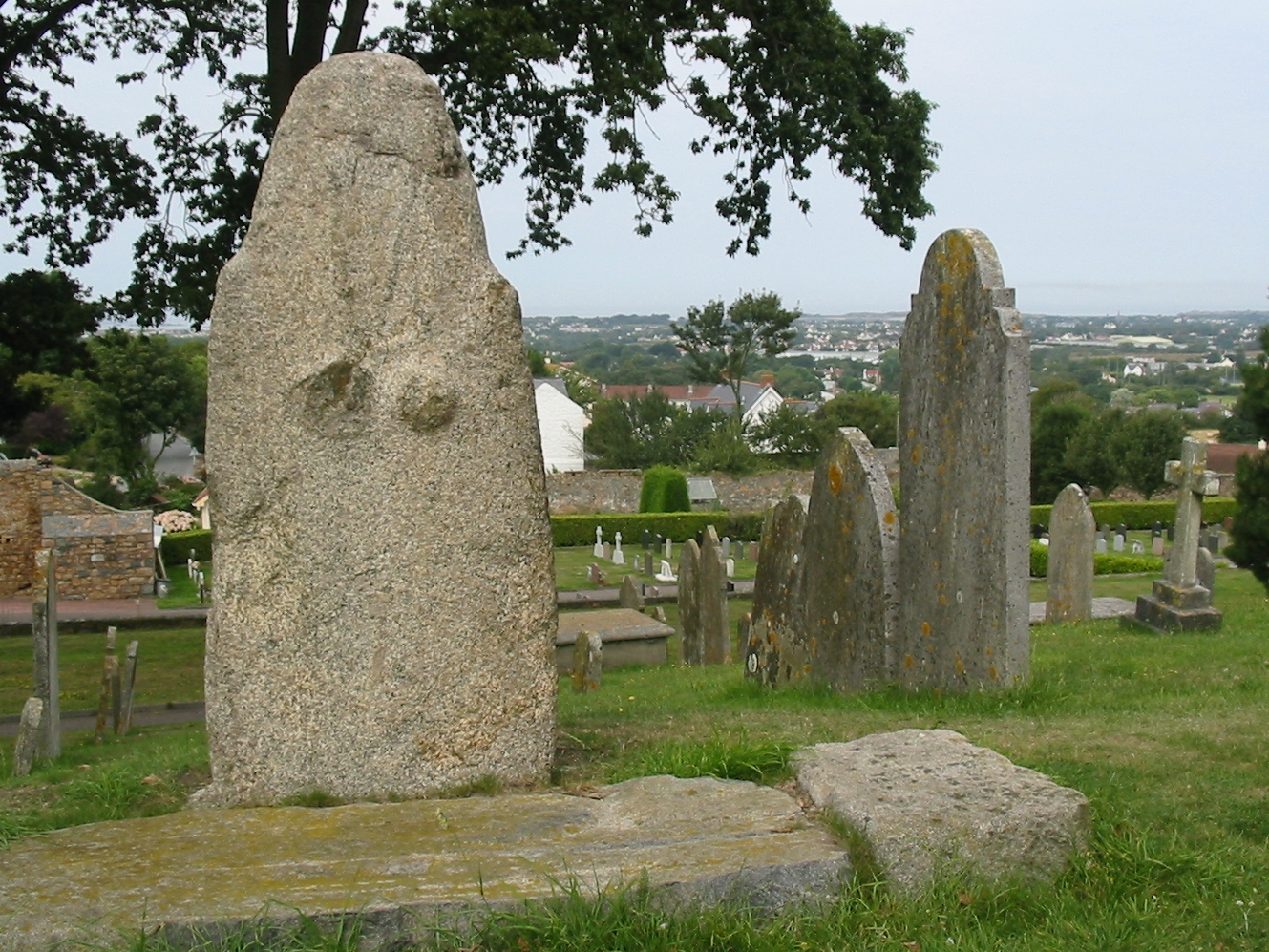
Castel Church Menhir

Eine ähnliche Steinfigur steht auf dem Friedhof der anglikanischen Kirche Ste Marie de Castel in Castel (guernésiais: Lé Casté; Cotentin-normannisch Sainte-Marie-du-Câtel), ca. 3 Kilometer entfernt im Zentrum der Insel. Sie wurde 1878 unter dem Boden des Chores der Kirche gefunden. 49° 27′ 27,9″ N, 2° 34′ 20,7″ W